# Ruby Tui
Ruby Malae Tui (Wellington, 13 dicembre 1991) è una rugbista neozelandese, campionessa olimpica nel rugby a VII nel 2021 e mondiale nel rugby a XV nel 2022.
Nel ruolo di tre quarti ala milita nella franchise professionistica delle Chiefs Manawa.

## Biografia
Nata a Wellington da padre samoano e madre europea, dopo la separazione dei suoi genitori andò a vivere a Tākaka, nell'Isola del Sud e, quando la madre conobbe un nuovo partner, si trasferì in una cittadina rurale nella regione di Marlborough.
Dopo un altro breve periodo con suo padre, si stabilì con sua madre a Greymouth, dove frequentò le scuole superiori; successivamente sua madre lasciò l'abitazione dove viveva con il suo partner a causa di violenze domestiche da parte di quest'ultimo, e portò con sé sua figlia Ruby presso una casa sicura per donne.
All'epoca praticava prevalentemente netball, e declinò l'invito a continuare a giocare a rugby dopo che un insegnante l'aveva vista all'opera in una partita tra allieve delle prime classi delle superiori.
L'avvicinamento al rugby avvenne quando, trasferitasi a Christchurch all'Università di Canterbury, per gli studi in scienze della comunicazione, si fece convincere da una compagna di camera a partecipare agli allenamenti della squadra dell'ateneo.
Nel 2012 si dedicò a tempo pieno al rugby a 7, disciplina nella quale gioca come pilone; nel 2016 prese parte al torneo olimpico di Rio de Janeiro, nel corso del quale la Nuova Zelanda si fermò alla finale, sconfitta per l'oro dall'Australia; dopo la mancata vittoria meditò il ritiro dall'attività agonistica perché indecisa se diventare professionista o perseguire i propri interessi fuori dallo sport; decise di continuare nel rugby e nel 2018 si aggiudicò la Coppa del Mondo a sette a San Francisco.
Raggiunta la qualificazione olimpica nel 2019, e guadagnato il titolo di miglior giocatrice a sette del mondo, dovette attendere fino al 2021 per disputare il relativo torneo a Tokyo a causa della sopraggiunta pandemia di COVID-19 che provocò ritardi, annullamenti e rinvii di competizioni sportive, spesso anche di un anno come nel caso dei Giochi olimpici.
Con il calendario internazionale bloccato, e le relative incertezze sul ritorno alla disputa dei tornei del circuito Sevens, a settembre 2020 Tui firmò un contratto con Counties Manukau che disputa il campionato femminile provinciale.
Al torneo olimpico in Giappone, come nel 2016 a Rio, la Nuova Zelanda raggiunse la finale dove trovò la Francia, ma l'esito fu differente e le Black Ferns Sevens portarono in patria l'oro olimpico.
Nel 2021 vi fu il ritorno al rugby a XV e l'ingaggio nella franchise professionistica delle Chiefs Manawa, della regione di Waikato; dopo la vittoria con tale squadra nel Super Rugby 2022, nella cui finale Tui segnò una delle mete decisive per il titolo, il C.T. della Nuova Zelanda a XV Wayne Smith la convocò per i warm up mondiali di metà anno e la fece esordire a trent'anni nelle Black Ferns contro l'Australia a Tauranga; successivamente la incluse nella lista dei convocati alla Coppa del Mondo 2021, anch'essa posticipata di un anno a causa della pandemia di cOVID-19.
Con soli tre test match alle spalle debuttò con meta nella rassegna mondiale contro il Galles; fu una delle tre partite del torneo in cui fu impegnata, le altre due essendo contro la Francia in semifinale e l'Inghilterra in finale, che vide le Ferns vincere la Coppa per la sesta volta, e grazie alla quale Tui si fregia del titolo di campionessa mondiale sia di rugby a XV che a VII nonché campionessa olimpica in quest'ultima disciplina.

### Vita privata
Ruby Tui non ha mai celato la sua omosessualità e, dal 2019, è legata sentimentalmente a Dani Fennessy, DJ, presentatrice radiofonica e creatrice di contenuti multimediali.
Nel 2022 Tui ha dato alle stampe una sua autobiografia, Straight Up nella quale racconta del suo problematico background familiare, della sua sessualità e delle circostanze che più volte la portarono a meditare di abbandonare anzitempo la carriera sportiva.

## Opere
- (EN) Straight Up, Auckland, Allen & Unwin NZ, 2022, ISBN 1-991006-14-4.

## Palmarès

### Rugby a 15
- Coppe del mondo: 1
Nuova Zelanda: 2021
- Super Rugby Aupiki: 1
Chiefs: 2022

### Rugby a 7
- Coppe del mondo a VII: 1
Nuova Zelanda: 2018
- Oro olimpico: 1
Nuova Zelanda: 2020